# Alfried Krupp von Bohlen und Halbach
Alfried Felix Alwyn Krupp von Bohlen und Halbach (13 de agosto de 1907 - 30 de julio de 1967), a menudo conocido como Alfried Krupp, fue un industrial alemán, navegante olímpico y miembro de la familia Krupp (conocida por su destacado papel en la industria germana desde principios del siglo XIX). Condenado después de la Segunda Guerra Mundial por crímenes de lesa humanidad por la forma genocida en la que se operaba en sus fábricas, cumplió tres años de prisión y fue indultado, pero no absuelto.
La empresa familiar, conocida formalmente como Friedrich Krupp AG Hoesch-Krupp, fue un proveedor clave de armas y material para el régimen nazi y la Wehrmacht durante la Segunda Guerra Mundial. En 1943, Krupp se convirtió en propietario único de la empresa, de acuerdo con la Lex Krupp ("Ley Krupp") decretada por Adolf Hitler. El empleo de mano de obra esclava durante la guerra de Krupp resultó en el "Juicio Krupp" de 1947-1948, tras el que cumplió tres años de prisión. A instancias de Krupp, después de su muerte en 1967, el control de la empresa pasó a la Fundación Alfried Krupp von Bohlen und Halbach, una organización filantrópica.

## Familia y primeros años
La madre de Alfried, Bertha Krupp, heredó la empresa en 1902 a la edad de 16 años cuando su padre, Friedrich Krupp, se suicidó después de que los periódicos aireasen un escándalo ligado a su condición de homosexual. En octubre de 1906, Bertha se casó con el padre de Alfried, Gustav von Bohlen und Halbach, un diplomático alemán y miembro de la nobleza en una ceremonia luterana. Gustav agregó posteriormente el apellido Krupp al suyo con el permiso del Káiser Guillermo II. Alfried nacería casi un año después. 
Tras completar la escuela primaria, se formó en los talleres de la empresa Krupp y estudió metalurgia en las universidades técnicas de Múnich, Berlín y Aquisgrán. La compañía se benefició significativamente del rearme alemán de las décadas de 1920 y 1930. Gustav Krupp von Bohlen und Halbach, a pesar de su oposición inicial al Partido Nazi, le hizo importantes donaciones personales antes de las elecciones de 1933, porque veía ventajas para su empresa en el militarismo de los nazis y su oposición a los sindicatos independientes. Desde 1931, Alfried participó como miembro de apoyo de las SS (Förderndes Mitglied der SS). Perteneció al Cuerpo de Aviadores Nacionalsocialistas, donde alcanzó el rango de Standartenführer y desde 1938 fue miembro del Partido Nazi. En 1937, Krupp, al igual que su padre, fue nombrado líder económico militar (Wehrwirtschaftsführer). Así mismo, representó a su padre en el cargo de Presidente de la Junta del Fondo Adolf Hitler de Comercio e Industria Alemanes (Adolf-Hitler-Spende der deutschen Wirtschaft). 
Krupp recibió un Diplomingenieur (Maestría en Ingeniería) de la Escuela Técnica de Aquisgrán en 1934, con una tesis sobre la fundición de acero al vacío. Durante los Juegos Olímpicos de Berlín de 1936, Krupp participó en la competición de vela en la clase 8 metros y ganó una medalla de bronce. En el mismo año, después de recibir formación financiera en el Dresdner Bank, se incorporó a la empresa familiar. Al año siguiente se casó con Anneliese Lampert, de soltera Bahr (1909-1998); su hijo, Arndt, nació en 1938. Su familia desaprobó este matrimonio, y su presión pudo haber influido en el divorcio que siguió poco después.

## Segunda Guerra Mundial
Durante la Segunda Guerra Mundial, las ganancias de la empresa aumentaron y obtuvo el control de las fábricas en la Europa ocupada por los alemanes. Alfried se volvió más activo en el control de la empresa a medida que la salud de su padre empeoraba. Se convirtió en director de facto de la empresa en 1941, cuando Gustav Krupp sufrió un derrame cerebral. Con Alfried al mando, la empresa utilizó mano de obra esclava proporcionada por el régimen nazi, y por lo tanto, también se involucró en el Holocausto, asignando prisioneros judíos de los campos de concentración para trabajar en muchas de sus fábricas. Incluso cuando los militares sugirieron que las razones de seguridad dictaban que el trabajo debía ser realizado por trabajadores alemanes libres, Alfried insistió en utilizar esclavos.
Reemplazó oficialmente a su padre como jefe de la empresa familiar bajo la Lex Krupp ("Ley Krupp"), proclamada por Adolf Hitler el 12 de noviembre de 1943, que dejó de lado las leyes habituales de herencia y preservó la firma Krupp como empresa familiar. Bajo esta ley, Alfried agregó formalmente el nombre Krupp al suyo. También fue nombrado Reichsminister für Rüstung und Kriegsproduktion ("Ministro de Armamento y Producción de Guerra"). La transferencia de propiedad fue un gesto de gratitud de Hitler e iba a ser una de las pocas leyes nazis importantes que sobrevivieron a la caída del régimen. Durante la guerra, Alfried Krupp fue responsable de la transferencia de fábricas en los territorios ocupados al Reich alemán. Se le concedió la Cruz al Mérito de Guerra, de Segunda y Primera Clase. 
Krupp trabajó en estrecha colaboración con las SS, que controlaban los campos de concentración de los que se obtenía mano de obra esclava. En una carta fechada el 7 de septiembre de 1943, escribió: "En cuanto a la cooperación de nuestra oficina técnica en Breslau, solo puedo decir que entre esa oficina y Auschwitz existe el entendimiento más cercano y está garantizado para el futuro". Según uno de sus propios empleados, aun cuando estaba claro que la guerra estaba perdida, "Krupp consideraba un deber hacer que 520 niñas judías, algunas de ellas poco más que niñas, trabajaran en las condiciones más brutales en el corazón del consorcio, en Essen".

## Posguerra

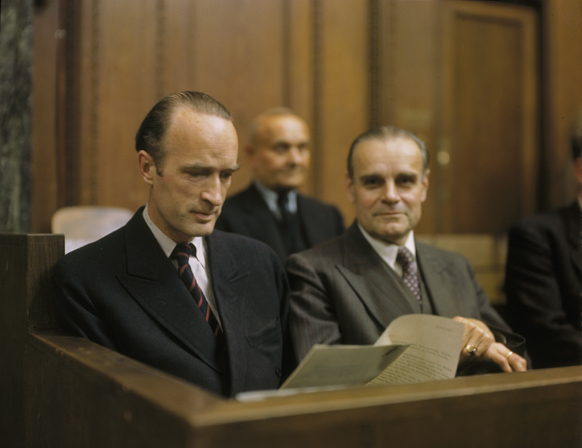
Alfried Krupp von Bohlen und Halbach leyendo un documento, sentado en el banquillo de los acusados, como acusado en el Juicio Krupp

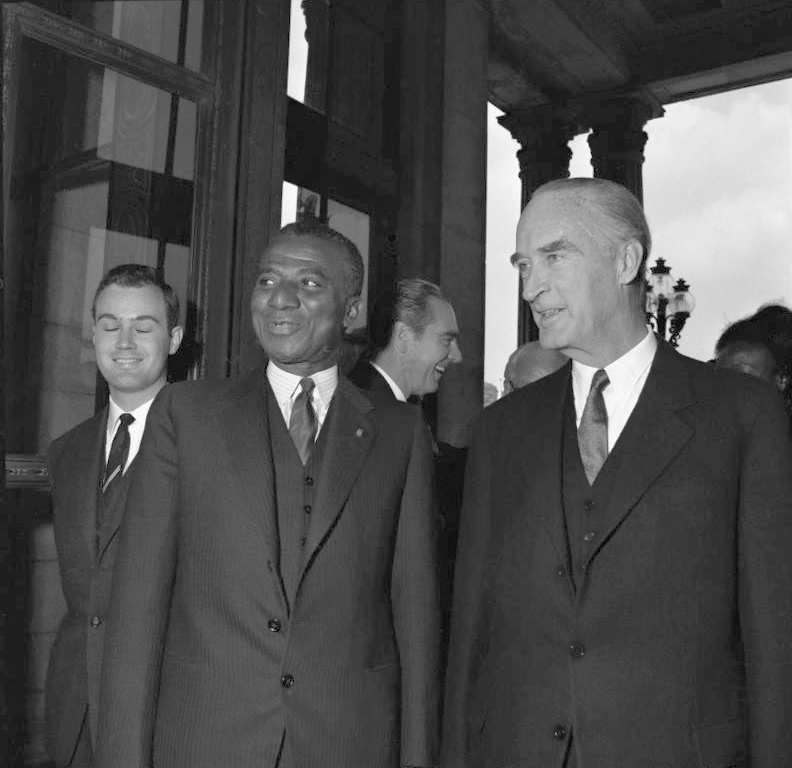
Alfried Krupp (derecha), con el presidente Sylvanus Olympio de Togo, mientras visitaba Villa Hügel el 17 de mayo de 1961

Después de la guerra, el Gobierno Militar Aliado investigó el empleo de trabajadores esclavos por parte de Krupp. Fue declarado culpable de crímenes de lesa humanidad y condenado a 12 años de prisión y al decomiso de todos sus bienes. Sin embargo, después de tres años, John J. McCloy, el Alto Comisionado de los Estados Unidos para Alemania, dispuso que Krupp fuera indultado (pero no absuelto) y se revocó el decomiso de sus bienes. Sin embargo, ciertas partes de sus bienes se reservaron para reparaciones y se le impusieron límites a las actividades comerciales. El segundo matrimonio de Krupp, que le emparejó con Vera Hossenfeld (1909-1967) el 19 de mayo de 1952, justo después de su liberación de la prisión de Landsberg, terminó en un escándalo.y en un acuerdo de divorcio en 1957.
Antes de la muerte de Krupp por cáncer de pulmón, su asistente Berthold Beitz trabajó para transferir el control de la empresa a una Stiftung (fundación), la Fundación Alfried Krupp von Bohlen und Halbach, para ser supervisada por tres miembros de un consejo que incluía a Hermann Josef Abs, del antiguo Deutsch-Asiatische Bank AG y del Deutsche Bank AG. En este acuerdo, el hijo y heredero de Krupp, Arndt, renunció a cualquier derecho sobre los negocios de su padre, a cambio de una cantidad en efectivo en cuotas anuales que recibiría hasta el momento de su muerte.

## Eponimia
- Colegio Alfried Krupp, Universidad Jacobs, Bremen, Alemania[17]
- Fundación Alfried Krupp von Bohlen und Halbach
- Hospital Alfried Krupp, Essen
- Instituto Alfried Krupp de Estudios Avanzados, Greifswald, Alemania
- Beca de doctorado Alfried Krupp[18]
- Alfried Krupp (buque)
- Calle Alfried Krupp, Essen, Alemania[19]